# Geißklingenbach (Kocher)

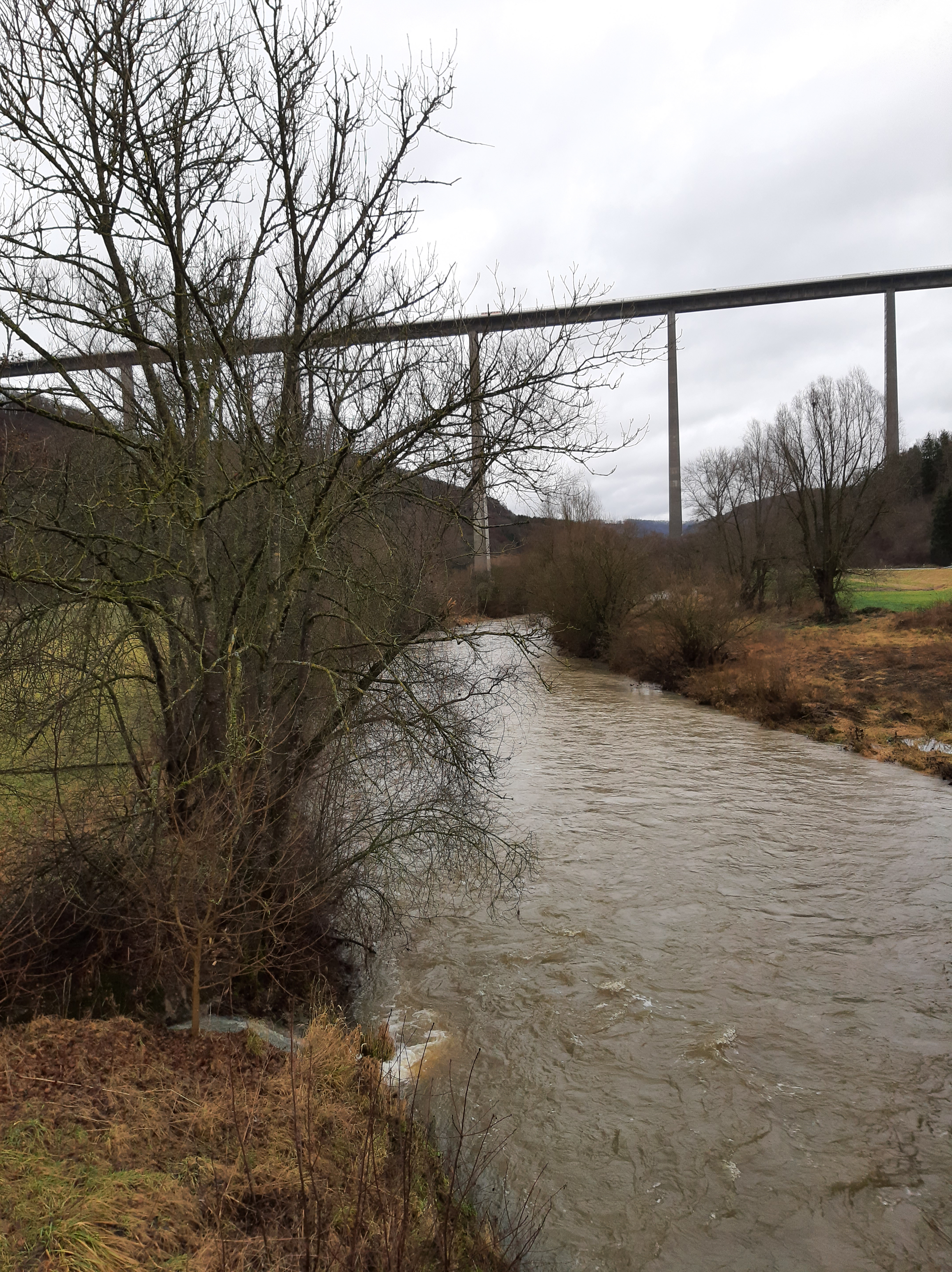
Die Mündung des Geißklingenbachs in den Kocher liegt etwa 0,7 km oberhalb der Kochertalbrücke der A 81.

Der Geißklingenbach ist ein etwa anderthalb Kilometer langer Bach in der Ortsteilgemarkung Geislingen am Kocher der Gemeinde Braunsbach im nordost-baden-württembergischen Landkreis Schwäbisch Hall, der gegenüber von Geislingen von links und insgesamt Westnordwesten in den mittleren Kocher mündet.

## Geographie

### Verlauf
Der Geißklingenbach entsteht über einen Kilometer südwestlich von Braunsbach-Arnsdorf und etwas ebensoweit nordöstlich von Untermünkheim-Gaisdorf im oberen Taleinschnitt der dort schon bewaldeten Geißklinge auf etwa 390 m ü. NHN links neben der K 2558, die von Braunsbach-Herdtlingshagen kommend durch sie ins Kochertal hinunterführt.
Die Klinge, deren rechter Waldhang den Namen Weinsteige trägt, und der Bach darin laufen zunächst südostwärts und drehen im weiteren Verlauf auf östlichen Kurs. Die auf halber Hanghöhe begleitende Kreisstraße entfernt sich ab dort für ihren Serpentinenschlag aus der Klinge, kehrt dann zurück und wechselt über den Bach. Dieser fließt nun weniger steil und von Wiesen am linken Hang über der Kreisstraße begleitet weiter zu Tal, dann bald am Rand der Aue des Kochertals unter der Straße hindurch. Nach einem schnurgeraden Grabenstück zwischen zwei Talwiesen mündet er schon hundert Meter weiter auf etwa 249 m ü. NHN von links in den mittleren Kocher. Wenige Schritte oberhalb quert die Talstraße L 1045 über einen Brücke den Fluss und wechselt auf die rechte Kocherseite, wo der Nordrand des Dorfes Geislingen der Mündung gegenüberliegt.
Der Geißklingenbach mündet nach einem 1,6 km langen Lauf mit mittlerem Sohlgefälle von rund 89 ‰ etwa 141 Höhenmeter unter seinem gewöhnlichen Ursprung.

### Einzugsgebiet
Der Geißklingenbach hat ein etwa 2,2 km² großes Einzugsgebiet im sogenannten Kocheneck, also im Inneren des Winkels, den der wenig vor dem Zufluss des Baches von Nordost- auf Nordlauf abknickende Kocher bildet. Naturräumlich gesehen liegt das westliche Einzugsgebiet in der Untergliederung Kupferzeller Ebene und Kocheneck des Unterraums Westliche Hohenloher Ebene der Hohenloher und Haller Ebene, während das östliche mit dem überwiegenden Teil der Klinge zur Untergliederung Mittleres Kocher- und Unteres Bühlertal des Unterraums Kochertal der Kocher-Jagst-Ebenen gehört. Der höchste Punkt an der Nordostecke auf einer kleinen Kuppe mit Wasserreservoir wenig westlich von Braunsbach-Rückertsbronn erreicht etwa 448 m ü. NHN.
Reihum grenzen die Einzugsgebiete der folgenden Nachbargewässer an, die alle letztlich den Kocher speisen:
- Jenseits der nördlichen Wasserscheide entwässert der Erlenbach über den Eschentaler Bach zu ihm;
- im Osten ist der bei Rückertsbronn entstehende Kirchenwegbach der einzige bedeutende Kocherzufluss;
- im Südwesten konkurriert der Enselbach nunmehr oberhalb des Geißklingenbachs zum Kocher;
- im Nordwesten liegt das Quellgebiet des Dobelbach-Oberlaufs Heiligenbach

Auf etwa einem Viertel des Einzugsgebietes steht Wald, vor allem in der Bachklinge, auf der linken Mündungsspornhöhe Strutholz und gegenüber auf der rechten im Schäfferloch, während die nach Fläche dominierenden Hochebene sonst überwiegend offen ist und beackert wird. Das Einzugsgebiet gehört zu etwas weniger als der Hälfte zur Gemeinde Untermünkheim, im Wesentlichen die Teile rechtsseits der wasserlosen Obertalmmulde des Bachs auf der Hochebene und der Anteil rechts über dem Klingeneinschnitt. Der übrige Teil gehört zur Gemeinde Braunsbach, davon wiederum etwa ein Drittel zur Geislinger Teilgemarkung, die im Wesentlichen den Klingeneinschnitt umfasst, die übrigen zwei Drittel zur Teilgemarkung Arnsdorf auf der Hochebene. Besiedlung gibt es nirgendwo.
Auf den Höhenlagen im nördlichen Bereich des Einzugsgebiete wird es von der A 6 auf ihrem Abschnitt zwischen der Auffahrt Schwäbisch Hall und der Kochertalbrücke durchzogen, die weniger als einen Kilometer abwärts der Mündung des Geißklingenbachs das Flusstal überspannt.

### Zuflüsse und Seen
Dem erst im oberen Klingenwald zwischen den Ackergewannen Ziegelsbach rechts und Straßenäcker links seinen Lauf beginnenden Bach streben auf der offenen Hochebene ein paar Talmulden zu mit allenfalls bei Regen wasserführenden Gräben entlang von Wirtschaftswegen. Weiter abwärts münden in die Klinge von der rechten Seite zwei höchstens 200 Meter lange Seitentalkerben im Wald, die nur gelegentlich Durchfluss haben. Auch das auf diesem Abschnitt zwei bis drei Meter breite, teils von Schotterbänken erfüllte und mit Geröll überlagerte Bett des Geißklingenbach führt zeitweise oder auf manchen Abschnitten nicht sichtbar Wasser.
Am Westrand des Einzugsgebietes, wenig nordöstlich des außerhalb liegenden Ortes Gaisdorf, liegt auf etwas über 430 m ü. NHN ein über 0,1 ha großer Teich ohne erkennbaren Abfluss in einem kleinen Feldgehölz auf der Hochebene.

## Geologie
Die höchste triassische Schicht im Einzugsgebiet ist der Lettenkeuper (Erfurt-Formation) auf der Hochebene im Westen des Einzugsgebietes, in die sich nach Südosten zu das Kerbtal des Baches einschneidet, in welchem er erst darunter im Oberen Muschelkalk entspringt. Nachdem sich der Verlauf des Tales nach Osten gewendet hat und dieses sich zum Flusstal hin weitet, läuft der Bach im Mittleren, wenige hundert Meter später im Unteren Muschelkalk, in dessen Schichthöhe er auch mündet.
Auf der Hochebene im Westen sind weite Flächen des Lettenkeupers vor allem rechtsseits der Talmulde mit Lösssediment aus quartärer Ablagerung überdeckt. Am Rande der Kocheraue und ein Stück weit in diese hinein hat der Bach einen Mündungskegel abgelagert. Zuletzt läuft er im Auenlehmband, das den Lauf des Kochers begleitet.
Der Muschelkalk im Einzugsgebiet ist verkarstet, was die lange wasserlose Obertalmulde und die nur episodische Wasserführung des Baches andeuten und etliche Dolinen beidseits der Klinge beweisen. Zwei davon in rechten Nebentalmulden in der offenen Flur sind als Geotope ausgewiesen.

## Natur und Schutzgebiete
Der Teich mit Feldgehölz und näherer Umgebung am Westrand des Einzugsgebietes sowie die Abbauwand eines kleinen aufgelassenen Steinbruchs, der an der oben von der durch die Klinge führenden Kreisstraße nach Rückertsbronn abzweigenden K 2559 liegt, sind als Naturdenkmale ausgewiesen. 
Der Auenanteil im Kochertal, die gesamte Klinge und kleinere, sich von dieser ein Stück weit auf die Klingensporne linksseits ins Strutholz, rechtsseits ins Schäfferloch hochziehende Waldstücke gehören zum Landschaftsschutzgebiet Kochertal zwischen Schwäbisch Hall und Weilersbach mit Nebentälern.

### LUBW
Amtliche Online-Gewässerkarte mit passendem Ausschnitt und den hier benutzten Layern: Lauf und Einzugsgebiet des Geißklingenbachs

Allgemeiner Einstieg ohne Voreinstellungen und Layer: Daten- und Kartendienst der Landesanstalt für Umwelt Baden-Württemberg (LUBW) (Hinweise)
1. 1 2 3 4  Höhe nach dem Höhenlinienbild auf dem Hintergrundlayer Topographische Karte.
2. ↑  Länge nach dem Layer Gewässernetz (AWGN).
3. ↑  Einzugsgebiet abgemessen auf dem Hintergrundlayer Topographische Karte.
4. 1 2  Schutzgebiete nach den einschlägigen Layern, Natur teilweise nach dem Layer Geschützte Biotope.
5. ↑  Seefläche nach dem Layer Stehende Gewässer.
6. ↑  Der Layer Geschützte Biotope zeigt die Lage der meisten Dolinen.
7. ↑  Geotope nach dem einschlägigen Layer.

### Andere Belege
1. ↑  Wolf-Dieter Sick: Geographische Landesaufnahme: Die naturräumlichen Einheiten auf Blatt 162 Rothenburg o. d. Tauber. Bundesanstalt für Landeskunde, Bad Godesberg 1962. → Online-Karte (PDF; 4,7 MB)
2. ↑  Geologie nach den Layern zu Geologische Karte 1:50.000 auf: Mapserver des Landesamtes für Geologie, Rohstoffe und Bergbau (LGRB) (Hinweise)